# Projetos de experimentos
Projetos de experimentos são técnicas utilizadas por profissionais da engenharia da qualidade para melhorar um processo através de experimentos que indicam o efeito de fatores no procedimento, como por exemplo, a temperatura, a concentração de componentes, a velocidade de fabricação, a pureza de um material, etc. É um método de observação dos resultados para agir no processo, apesar de, em certo ponto, ser possível incluir estudos técnicos e científicos a fim de ajudar na avaliação da influência de um fator.

## Passos para a implementação
1. Estabelecer o problema para saber quais fatores alterar e que tipo de medida realizar.
2. Hipóteses são necessárias para definir o que queremos ou não refutar.
3. A escolha das variáveis de resposta, dos fatores controláveis e dos níveis, identificação dos limites experimentais, escolha das técnicas experimentais e do modelo estatístico fazem parte do planejamento do experimento.
4. Coleta de dados: como as medidas devem ser feitas?
5. Análise estatística: análise da variância para refutar ou não as hipóteses criadas.
6. A Análise técnica e as decisões são tomadas a partir da visualização dos gráficos e da comparação de médias.
7. Verificar se os resultados são condizentes com o esperado.
8. Concluir sobre os efeitos no processo e fazer as recomendações para melhorá-lo.[1]

## Definições
Alguns termos utilizados em projetos de experimentos.
- Fatores: são as variáveis que desejamos descobrir o efeito no processo. Podem ser tanto quantitativas como pressão ou tempo quanto qualitativas como diferentes operadores da máquina, diferentes fornecedores de matéria-prima, etc. Os fatores podem ser controláveis ou não: quando consideramos um fator como não controlável, ele entra na estatística como erro ou resíduo; fatores não controláveis são subjetivos, por exemplo: o ruído das oscilações do prédio é um fator que influencia em medidas de microscópios eletrônicos e deve ser controlável, mas se torna economicamente inviável controlar este fator em processos menos sensíveis.
- Níveis do fator: valores ou estados que o fator irá assumir no experimento. Por exemplo, se um processo será testado com três temperaturas diferentes, em duas máquinas diferentes o fator temperatura terá três níveis e o fator máquina terá dois níveis.
- Tratamentos: diferentes combinações que podemos fazer com cada nível de cada fator.
- Ensaios: experimentos realizados em cada tratamento.
- Repetições: quando há mais de um ensaio por tratamento. Fornecem uma base para o cálculo do erro experimental.
- Variável de Resposta: alguma medida do processo que o caracterize em relação aos fatores de controle. Serão os dados utilizados na estatística.[2]

## Análise estatística
Os efeitos de cada fator ou grupo são definidos como desvios da média geral. Tomando, assim, as hipóteses:
H0: as médias são iguais, ou seja, não há efeito significativo no fator.
H1: as médias são diferentes, ou seja, algum fator influencia no processo.
Estas hipóteses são avaliadas utilizando a análise de variância e utilizando tabelas ANOVA.

## Projetos de um único fator
É utilizado quando estamos interessados em estudar a influência dos níveis de um único fator sobre o processo.
O projeto é realizado seguindo uma ordem totalmente aleatória e os ensaios devem ser feitos em um ambiente o mais uniforme possível. Assim obtemos ensaios completamente randômicos e acabamos não confundindo os efeitos do fator com efeitos externos. A tabela seguinte demonstra como os experimentos são realizados utilizando um tratamento para cada nível k e n repetições em cada tratamento:
| Níveis do fator | A1  | A2  | Ak  |
| --------------- | --- | --- | --- |
| 1º Ensaio       | Y11 | Y12 | Y1k |
| 2º Ensaio       | Y21 | Y22 | Y2k |
| n-ésimo ensaio  | Yn1 | Yn2 | Ynk |

### Tipos de níveis
Existem dois modelos para este tipo de projeto
1. Projeto a níveis fixos: neste modelo o engenheiro da qualidade escolhe os níveis do fator conforme ele julga melhor, seja a escolha embasada em algum estudo, experiência, etc. Este modelo é geralmente utilizado quando um fator do processo só oferece um número fixo de níveis possíveis para os tratamentos. Este estudo poderá ser repetido quantas vezes for preciso, mas só poderá ser aplicado a estes níveis.
2. Projeto a níveis aleatórios: quando o fator estudado de um processo oferece uma infinidade de níveis, o engenheiro deve escolher aleatoriamente de uma população aqueles que devem ser estudados. A vantagem desse método é que os resultados podem ser inferidos a toda a população de níveis.[2]

### Modelo e análise estatística
Para cada medida teremos o seguinte modelo, tanto para níveis fixos quanto para aleatórios:
{\displaystyle Y_{ij}=\mu +\tau _{i}+e_{ij}}
onde {\displaystyle \tau _{i}} é o efeito do nível i e {\displaystyle e_{ij}} é o erro aleatório associado a medida {\displaystyle Y_{ij}}. Assume-se que o erro segue uma distribuição normal centrada em zero e variância {\displaystyle \sigma ^{2}}. Assume-se, também, que {\displaystyle \sigma ^{2}} é constante para todos os níveis.
O modelo, juntamente com as hipóteses
H0: não há diferenças significativas entre os níveis, {\displaystyle \tau _{w}=\tau _{k}} para qualquer w e k.
H1: há diferenças significativas entre os tratamentos, causada pelos diferentes níveis do fator
E a análise de variância (ANOVA) nos permite rejeitar ou aceitar H0 a um nível {\displaystyle \alpha } de significância.

### Comparação Múltipla de Médias, Método de Duncan
Caso H0 seja rejeitado, sabemos que existe diferença entre algum tratamento, ou seja, o fator estudado tem um efeito sobre o processo.
O próximo passo é comparar os valores obtidos para cada nível. Para isto utilizamos a técnica de Comparação Múltipla de Médias. Existem algumas técnicas, mas a mais utilizada pelos engenheiros é o Método de Duncan.
A análise é feita comparando cada tratamento (grupo) levando em conta três desvios-padrão da média. O desvio-padrão é calculado pela variância dos resíduos ou variância entre os grupos utilizando o teorema do limite central
{\displaystyle S={\sqrt {\frac {S_{R}^{2}}{n}}}}, onde {\displaystyle n} é o número de repetição dos tratamentos ou a média harmônica quando temos tratamentos de tamanhos diferentes. O limite de decisão {\displaystyle LD} é três vezes o desvio padrão.
A seguir organizam-se as médias em ordem (crescente ou decrescente) e compara-se uma a uma. Assim concluímos quais grupos têm uma diferença significativa (DS)ou não significativa (DNS). Caso os níveis tenham diferenças não significativas não podemos especificar qual o nível é melhor para o processo.

### Análise técnica
Tendo em mãos os grupos que tiveram diferenças significativas e os limites especificados pelo cliente a próxima etapa é
analisar a relação qualidade x custo. Para isso é geralmente usado gráfico de barras colocando uma linha em cima de todos os grupos que apresentam uma DNS. Os gráficos indicam a qualidade de cada grupo e, sabendo o custo, o engenheiro
pode apresentar o tratamento que otimiza o processo.

## Projetos fatoriais com 2 fatores
Quando estamos interessados em estudar o efeito de mais de um fator sobre o processo e a possível interação destes é aconselhado escolher outro tipo de projeto: fatorial. Neste processo temos um fator A com a níveis e outro fator B com b níveis, assim temos a x b ensaios.

### Efeitos dos fatores
O efeito de um fator é dado pela diferença na variável de resposta quando fazemos a mudança de nível desse fator. Por exemplo, se tivermos a=b=2 a tabela de ensaios fica:
| Fatores                    | {\displaystyle A_{1}}                      | {\displaystyle A_{2}}                      | {\displaystyle {\bar {B}}}                 |
| {\displaystyle B_{1}}      | {\displaystyle Y_{11}}                     | {\displaystyle Y_{12}}                     | {\displaystyle {\frac {Y_{11}+Y_{12}}{2}}} |
| {\displaystyle B_{2}}      | {\displaystyle Y_{21}}                     | {\displaystyle Y_{22}}                     | {\displaystyle {\frac {Y_{12}+Y_{22}}{2}}} |
| {\displaystyle {\bar {A}}} | {\displaystyle {\frac {Y_{11}+Y_{21}}{2}}} | {\displaystyle {\frac {Y_{21}+Y_{22}}{2}}} |                                            |

Se obtivermos retas paralelas dizemos que não há interação entre os fatores e podemos calcular o efeito de A (ou B) simplesmente diminuindo a média da medida para A (ou B) no nível alto pela média da medida para A (ou B) no nível baixo.
Já quando temos interação entre os efeitos, as retas das medidas se cruzam. Nesse caso não faz sentido calcularmos os efeitos principais dos fatores já que eles dependem um do outro – caso façamos observaremos, erroneamente, que um fator não tem efeito sobre o processo. Se fizermos a diferença das medidas nos níveis de B (A) para cada nível do fator A (B) enxergaremos claramente a interação entre os fatores.
A ordem dos ensaios deve seguir a aleatoriedade.

### Modelo e análise estatística
A diferença deste modelo para o anterior é que agora temos dois outros termos:
{\displaystyle Y_{ij}=\mu +\tau _{i}+\beta _{j}+(\tau \beta )_{ij}+e_{ijk}}
Onde {\displaystyle \tau _{i}} e {\displaystyle \beta _{j}} estão relacionados com os efeitos dos fatores e {\displaystyle (\tau \beta )_{ij}} é o efeito da interação dos fatores.
As nossas hipóteses agora não tratam apenas se há diferença entre as variância de um fator mas sim de 3:
Para o fator A:
{\displaystyle H_{0}:\tau _{i}=0}
{\displaystyle H_{1}:\tau _{i}\neq 0}
Para o fator B:
{\displaystyle H_{0}:\beta _{i}=0}
{\displaystyle H_{1}:\beta _{i}\neq 0}
Para a interação AB:
{\displaystyle H_{0}:(\tau \beta )_{ij}=0}
{\displaystyle H_{1}:(\tau \beta )_{ij}\neq 0}
Desta vez devemos utilizar a análise de variância para dois fatores, a Two-Way Anova. Utilizando o teste F de Fischer, a análise nos diz se os fatores, ou a sua interação, tem efeito sobre o processo. Assim como feito anteriormente na
análise simples se observarmos que tem uma influência sobre o processo só a interação será estudada na análise técnica.
Quando o engenheiro sabe a priori que a interação entre os fatores é pouco importante (não afeta o processo) os ensaios são feitos sem repetição e a variância do erro (indeterminado se n=1) pode ser obtida utilizando os cálculos da interação. Assim podemos fazer a análise da variância dos fatores principais utilizando apenas uma repetição. Caso o projetista não possua conhecimento suficiente para descartar a interação, deve utilizar repetições.

### Análise técnica
As comparações múltiplas de médias são feitas de mesma maneira, estimando o desvio padrão pela variância dos resíduos e definindo o limite de decisão como 3S. A diferença do projeto de mais de um fator para o de fator único é que devemos fazer análises distintas quando temos ou não interação entre os fatores.
Caso haja interação não nos interessa analisar um fator separadamente mesmo que ele tenha apresentado efeito pela análise da variância. Neste caso fixa-se um nível de um dos fatores enquanto se faz a comparação com os outros. Isto é feito para cada nível do fator fixado. É recomendável que as médias sejam analisadas utilizando gráfico de linhas.
Quando não temos a interação como relevante no processo, o gráfico de médias é feito em barras, como antes, separadamente para cada fator que apresentou efeito no processo. Porém, os desvios utilizados no cálculo do limite de decisão são calculados diferentemente. Considerando o fator A com a níveis e o fator B com b níveis:
{\displaystyle S_{A}={\sqrt {\frac {S_{R}^{2}}{an}}}}
e
{\displaystyle S_{B}={\sqrt {\frac {S_{R}^{2}}{bn}}}}

### Expansão dos projetos fatoriais
Algumas vezes o engenheiro precisa incluir o estudo de mais fatores no projeto de experimento. Apesar dos cálculos serem idênticos, há mais interações que devem ser analisadas agora. A interação de cada fator com os outros, separados e
juntos, deve ser estudada. Por isso esse tipo de projeto pode se tornar caro e complexo.

## Projetos tipo 2kfatorial
Quando se deseja estudar o efeito de uma quantidade maior de fatores é recomendável utilizar este tipo de projeto. Neste método, cada fator é estudado com apenas dois níveis que podem ser:
- Quantitativos: temperaturas, pressões, velocidades, etc mais altas ou mais baixas.

- Qualitativas: com ou sem o aditivo de algum produto, dois operadores diferentes, uma máquina mais antiga e outra mais nova, etc.

O método ganha este nome pois assim que é calculado o número de tratamentos, com k fatores contribuindo com 2 níveis cada. Pela sua simplicidade, baixo custo e praticidade, este método é o preferencial em processos em que os projetos de experimentos estejam sendo implementados.
Algumas suposições:
- -Fatores a níveis fixos;
- -Projetos completamente aleatorizados;
- -Normalidade satisfeita;

Por ser um projeto tão difundido, existem definições, termos e cálculos específicos que tornam o projeto 2k simples e prático. Vamos utilizar, por exemplo, o design 22 com fatores A e B.

### Termos e definições
- Tratamentos são denominados pela letra minúscula do fator. O tratamento com o fator A no nível alto é chamado de tratamento a e o tratamento com ambos os fatores A e B nos níveis altos é denominado tratamento ab. Por definição o tratamento com todos os fatores nos níveis baixos é chamado I (identidade).

- Aos efeitos dos fatores é dada a letra do fator em maiúsculo.

- Tabela de sinais: para melhor visualização e facilidade nos cálculos, os tratamentos são especificados em tabelas por meio de sinais. Se em um tratamento o nível do fator for baixo ele é representado por um sinal – neste fator (usa-se -1 para facilitar os cálculos computacionalmente) ou + caso o fator esteja no nível alto. A tabela a seguir exemplifica para um projeto 22:[1]

|    | I  | A  | B  | AB |
| -- | -- | -- | -- | -- |
| 1  | +1 | -1 | -1 | +1 |
| a  | +1 | +1 | -1 | -1 |
| b  | +1 | -1 | +1 | -1 |
| ab | +1 | +1 | +1 | +1 |

Note que os sinais do fator de interação são obtidos pelo produto dos sinais dos fatores em questão.
- -Contraste: é obtido pelo produto escalar da coluna de sinais pelos totais dos valores medidos de cada tratamento. São obtidos

contrastes para cada fator.
- -Efeito: os efeitos de cada fator são obtidos pela fórmula:

{\displaystyle Efeito={\frac {Contraste^{2}}{n2^{k-1}}}}
Onde k é o número de fatores total e n é o número de repetições.

### Análise estatística
Podemos retirar do contraste a soma quadrada dos grupos:
{\displaystyle SQG={\frac {Contraste^{2}}{n2^{k}}}}
E,portanto, todos os cálculos da análise de variância ficam facilitados. A soma quadrada total é obtida pelos valores individuais assim como é feito nas análises de projetos fatoriais. A soma quadrada dos resíduos é obtida pela diferença das somas quadradas totais pelas dos efeitos. Dessa forma obtemos as médias quadradas (variância) e podemos identificar, pelo teste F de Fischer quais os fatores significativos.

### Projetos sem repetições
A quantidade de tratamentos no projeto aumenta muito com o número de fatores. Se para 3 fatores temos 8 tratamentos, 6
já envolvem 64 tratamentos. Assim é conveniente um projeto com apenas uma repetição por tratamento.
Como nos outros projetos, o erro deve ser estimado pela variância das interações de maior ordem. O engenheiro deve ter em mente que raramente há interações entre 3 ou 4 fatores. Além disso, deve usar conhecimento técnico sobre o processo para inferir quais interações são improváveis, como por exemplo entre os fatores operário e aditivo.

## Projetos aleatorizados e Quadrado Latino
Em todos os experimentos mostrados anteriormente a aleatorização na ordem dos ensaios era um dos procedimentos importantes para garantir a validade dos cálculos estatísticos. Porém, em alguns casos, a aleatorização completa pode esconder o efeito de alguns fatores.
Como exemplo pode-se imaginar que um engenheiro deseja verificar o desgaste de pneus de carros de diferentes marcas: quatro marcas diferentes são testadas em quatro carros diferentes.

### Projetos completamente aletorizados
Fichas representando os 16 pneus são sorteadas para serem alocadas nos carros. O modelo estatístico para este projeto é o mesmo daquele para projetos de um fator a quatro níveis e quatro repetições:
{\displaystyle Y_{ij}=\mu +\tau _{i}+e_{ij}}
Faz-se a análise de variância e se determina se as marcas são um efeito significativo ou não.

### Projetos em blocos aleatórios
Algumas vezes o sorteio da alocação dos pneus pode causar interpretações erradas sobre o experimento. Pode ocorrer de dois pneus de uma mesma marca aparecerem no mesmo carro e não aparecer em outro. Neste caso o efeito da marca pode estar confundido com algum efeito do carro. Assim o projetista pode organizar os pneus em blocos onde nenhuma marca é repetida em um carro. O efeito do carro é retirado do erro aleatório é aparece como um termo no modelo estatístico:
{\displaystyle Y_{ij}=\mu +\tau _{i}+\beta _{j}+e_{ij}}
Pela análise pode-se verificar o efeito de dois fatores agora.

### Projetos tipo Quadrado Latino[6]
Agora, devido à aleatoriedade da disposição dos pneus em cada carro, pode haver confusão entre os efeitos do pneu e da posição do pneu em cada carro. O que o engenheiro pode fazer é verificar que cada pneu de cada marca assuma uma posição diferente em um carro diferente. Dessa forma as marcas estão em blocos em relação aos carros e às posições seguindo a ideia do Quadrado Latino.
Em relação ao modelo estatístico, o termo do efeito da posição é retirado do erro aleatório e aparece no teste de significância o fator posição:
{\displaystyle Y_{ij}=\mu +\tau _{i}+\beta _{j}+\gamma _{k}+e_{ijk}}

### Considerações sobre o Quadrado Latino[6]
Como visto pelos exemplos e pela análise de variância, este tipo de projeto só pode ser realizado quando cada fator tem o mesmo número de níveis: 4x4,5x5, etc.
Quando o projetista suspeita que haja interação entre alguns dos fatores, este projeto não é recomendável, pois não aponta os efeitos dessa. Estatisticamente, os efeitos da interação estão incluídos no erro aleatório.
Este é um projeto vantajoso pelo seu número reduzido de ensaios, interessante quando não se tem muito tempo ou dinheiro para realizar os experimentos.